# Sénatus-consulte du 21 mai 1870 fixant la Constitution de l'Empire
Le sénatus-consulte du 21 mai 1870 fixant la Constitution de l'Empire est une modification de la constitution du 14 janvier 1852, préparée et promulguée par Napoléon III, avec l'aide du ministère Ollivier, et ratifiée par le peuple français par le plébiscite du 8 mai 1870. 
Ce sénatus-consulte synthétisait les différentes évolutions des institutions qui avaient eu lieu depuis l'instauration du Second Empire le 2 décembre 1852, et abrogeait plusieurs dispositions de la constitution du 14 janvier 1852, qui avait déjà été amendée à de nombreuses reprises.
Le régime parlementaire instauré par le sénatus-consulte du 21 mai 1870 n'eut guère le temps de fonctionner : la guerre franco-prussienne éclata dès le 19 juillet 1870, emportant, le 4 septembre 1870, le Second Empire, remplacé par la Troisième République.
Ce nouveau texte constitutionnel créait un régime original, synthétisant la tradition orléaniste et bonapartiste, offrant, par là, un équilibre nouveau dans l'histoire constitutionnelle française, entre le parlementarisme et le césarisme, jusque-là antinomiques. 
En effet, tandis que le texte maintenait un chef de l'État — l'empereur — disposant de vastes prérogatives, pouvant faire directement appel au peuple, il instaurait également un gouvernement uni, responsable devant les chambres, et prévoyait un bicaméralisme égalitaire — avec le Sénat et le Corps législatif.
Cependant, un doute demeure sur le caractère effectif des modifications apportées au régime. Pierre-Olivier Chaumet souligne que la cohabitation avec une orientation libérale-parlementaire et le césarisme aurait pu se révéler difficile. C'est aussi pour cela, pense-t-il, que le plébiscite du 8 mai 1870 demande simultanément et explicitement la validation par le peuple du sénatus-consulte "libéral" et le caractère impérial de l'État.

## Sources
- Marcel Morabito, Histoire constitutionnelle de la France (1789-1958), Paris, Montchrestien, coll. « Domat / Droit public », 2004, 8e éd., 431 p. (ISBN 2-7076-1389-4, BNF 39192374).